# Swedish Open 2016
Swedish Open 2016 — тенісний турнір, що проходив на кортах з ґрунтовим покриттям. Належав до серії 250 у рамках Туру ATP 2016, а також до серії International у рамках Туру WTA 2016. Відбувся в Бостаді (Швеція). Тривав з 11 до 17 липня 2016 року серед чоловіків і з 18 до 24 липня 2016 року серед жінок. 

## Очки і призові

### Розподіл очок
| Дисципліна                 | П   | Ф   | ПФ  | ЧФ | 1/8 | 1/16 | Q   | Q2  | Q1  |
| Одиночний розряд, чоловіки | 250 | 150 | 90  | 45 | 20  | 0    | 12  | 6   | 0   |
| Парний розряд, чоловіки    | 250 | 150 | 90  | 45 | 0   | Н/Д  | Н/Д | Н/Д | Н/Д |
| Одиночний розряд, жінки    | 280 | 180 | 110 | 60 | 30  | 1    | 18  | 12  | 1   |
| Парний розряд, жінки       | 280 | 180 | 110 | 60 | 1   | Н/Д  | Н/Д | Н/Д | Н/Д |

### Розподіл призових грошей
| Дисципліна                 | П       | Ф       | ПФ      | ЧФ      | 1/8    | 1/161  | Q2     | Q1     |
| Одиночний розряд, чоловіки | €82,450 | €43,430 | €23,525 | €13,400 | €7,900 | €4,680 | €2,105 | €1,055 |
| Парний розряд, чоловіки *  | €25,070 | €13,170 | €7,140  | €4,080  | €2,390 | Н/Д    | Н/Д    | Н/Д    |
| Одиночний розряд, жінки    | $43,000 | $21,400 | $11,500 | $6,175  | $3,400 | $2,100 | $1,020 | $600   |
| Парний розряд, жінки *     | $12,300 | $6,400  | $3,435  | $1,820  | $960   | Н/Д    | Н/Д    | Н/Д    |

1 Кваліфаєри отримують і призові гроші 1/16 фіналу

* на пару

## Учасники чоловічих змагань

### Сіяні
| Країна          | Гравець                 | Рейтинг1 | Сіяний |
| --------------- | ----------------------- | -------- | ------ |
| Іспанія         | Давид Феррер            | 14       | 1      |
| Португалія      | Жуан Соуза              | 31       | 2      |
| Іспанія         | Альберт Рамос-Віньйолас | 36       | 3      |
| Іспанія         | Марсель Гранольєрс      | 43       | 4      |
| Іспанія         | Фернандо Вердаско       | 53       | 5      |
| Велика Британія | Аляж Бедене             | 56       | 6      |
| Аргентина       | Дієго Шварцман          | 71       | 7      |
| Росія           | Євген Донской           | 78       | 8      |
| Аргентина       | Орасіо Себальйос        | 83       | 9      |

- 1 Рейтинг подано станом на 27 червня 2016

### Інші учасники
Учасники, що отримали вайлд-кард на участь в основній сітці:
- Isak Arvidsson
- Fred Simonsson
- Carl Söderlund

Нижче наведено гравців, які пробились в основну сітку через стадію кваліфікації:
- Кальвін Емері
- Генрі Лааксонен
- Трістан Ламазін
- Крістіан Лінделл

### Знялись з турніру
До початку турніру
- Рожеріу Дутра Сілва →його замінив  Міхаель Беррер
- Теймураз Габашвілі →його замінив  Роберто Карбальєс Баена
- Філіп Країнович →його замінив  Дастін Браун
- Паоло Лоренці →його замінив  Еліяс Імер
- Дієго Шварцман →його замінив  Марко Трунгелліті

## Учасники основної сітки в парному розряді

### Сіяні
| Країна        | Гравець            | Країна        | Гравець           | Рейтинг1 | Сіяні |
| ------------- | ------------------ | ------------- | ----------------- | -------- | ----- |
| Швеція        | Роберт Ліндстедт   | Бразилія      | Андре Са          | 82       | 1     |
| Іспанія       | Марсель Гранольєрс | Іспанія       | Давід Марреро     | 98       | 2     |
| США           | Ніколас Монро      | Нова Зеландія | Артем Сітак       | 107      | 3     |
| Нова Зеландія | Маркус Даніелл     | Бразилія      | Марсело Демолінер | 135      | 4     |

- Рейтинг подано станом на 27 червня 2016

### Інші учасники
Нижче наведено пари, які отримали вайлдкард на участь в основній сітці:
- Isak Arvidsson /  Fred Simonsson
- Markus Eriksson /  Milos Sekulic

Наведені нижче пари отримали місце як заміна:
- Роберто Карбальєс Баена /  Таро Даніель

### Знялись з турніру
До початку турніру
- Дієго Шварцман

## Учасниці

### Сіяні
| Країна     | Гравчиня               | Рейтинг1 | Сіяна |
| ---------- | ---------------------- | -------- | ----- |
| Німеччина  | Анджелік Кербер        | 2        | 1     |
| Італія     | Сара Еррані            | 21       | 2     |
| Нідерланди | Кікі Бертенс           | 26       | 3     |
| Німеччина  | Анніка Бек             | 38       | 4     |
| Словаччина | Анна Кароліна Шмідлова | 41       | 5     |
| Німеччина  | Лаура Зігемунд         | 43       | 6     |
| Казахстан  | Ярослава Шведова       | 49       | 7     |
| Швеція     | Юганна Ларссон         | 55       | 8     |

- 1 Рейтинг подано станом на 11 липня 2016

### Інші учасниці
Учасниці, що отримали вайлд-кард на участь в основній сітці:
- Сусанне Селік
- Єлизавета Кулічкова
- Корнелія Лістер
- Ребекка Петерсон

Нижче наведено гравчинь, які пробились в основну сітку через стадію кваліфікації:
- Яна Чепелова
- Луціє Градецька
- Катерина Козлова
- Александра Крунич
- Катерина Сінякова
- Сара Соррібес Тормо

Учасниці, що потрапили до основної сітки як особливий виняток:
- Вікторія Голубич

### Відмовились від участі
До початку турніру
- Анна-Лена Фрідзам  → її замінила  Анетт Контавейт
- Каролін Гарсія  → її замінила  Сорана Кирстя
- Полін Пармантьє  → її замінила  Олександра Соснович

Під час турніру
- Анджелік Кербер (Left elbow injury)

### Знялись
- Юлія Гергес (Left травма стегна)
- Ярослава Шведова (Mid-травма спини)

## Учасниці в парному розряді

### Сіяні
| Країна     | Гравчиня           | Країна    | Гравчиня          | Рейтинг1 | Сіяна |
| ---------- | ------------------ | --------- | ----------------- | -------- | ----- |
| Грузія     | Оксана Калашникова | Казахстан | Ярослава Шведова  | 54       | 1     |
| Нідерланди | Кікі Бертенс       | Швеція    | Юганна Ларссон    | 73       | 2     |
| Румунія    | Ралука Олару       | Чехія     | Катерина Сінякова | 111      | 3     |
| Швейцарія  | Ксенія Нолл        | Сербія    | Александра Крунич | 114      | 4     |

- 1 Рейтинг подано станом на 11 липня 2016

### Інші учасниці
Нижче наведено пари, які отримали вайлдкард на участь в основній сітці:
- Сусанне Селік /  Ребекка Петерсон
- Корнелія Лістер /  Анастасія Севастова

### Знялись з турніру
Під час турніру
- Ярослава Шведова (Mid-back Injury)

## Переможниці

### Чоловіки, одиночний розряд
- Альберт Рамос-Віньйолас —  Фернандо Вердаско, 6–3, 6–4

### Жінки, одиночний розряд
- Лаура Зігемунд —  Катерина Сінякова, 7–5, 6–1

### Чоловіки, парний розряд
- Марсель Гранольєрс /  Давід Марреро —  Маркус Даніелл /  Марсело Демолінер, 6–2, 6–3

### Жінки, парний розряд
- Андрея Міту /  Алісія Росольська —  Леслі Керкгове /  Лідія Морозова, 6–3, 7–5